# Premio nazionale della Repubblica Democratica Tedesca
Il Premio nazionale della Repubblica Democratica Tedesca (Nationalpreis der DDR) è stato un premio attribuito dalla Repubblica Democratica Tedesca a partire dal 1949. Si componeva di tre classi ed era consegnato a personalità scientifiche e artisti. Nel campo scientifico, generalmente si premiavano più le équipe che i singoli individui.

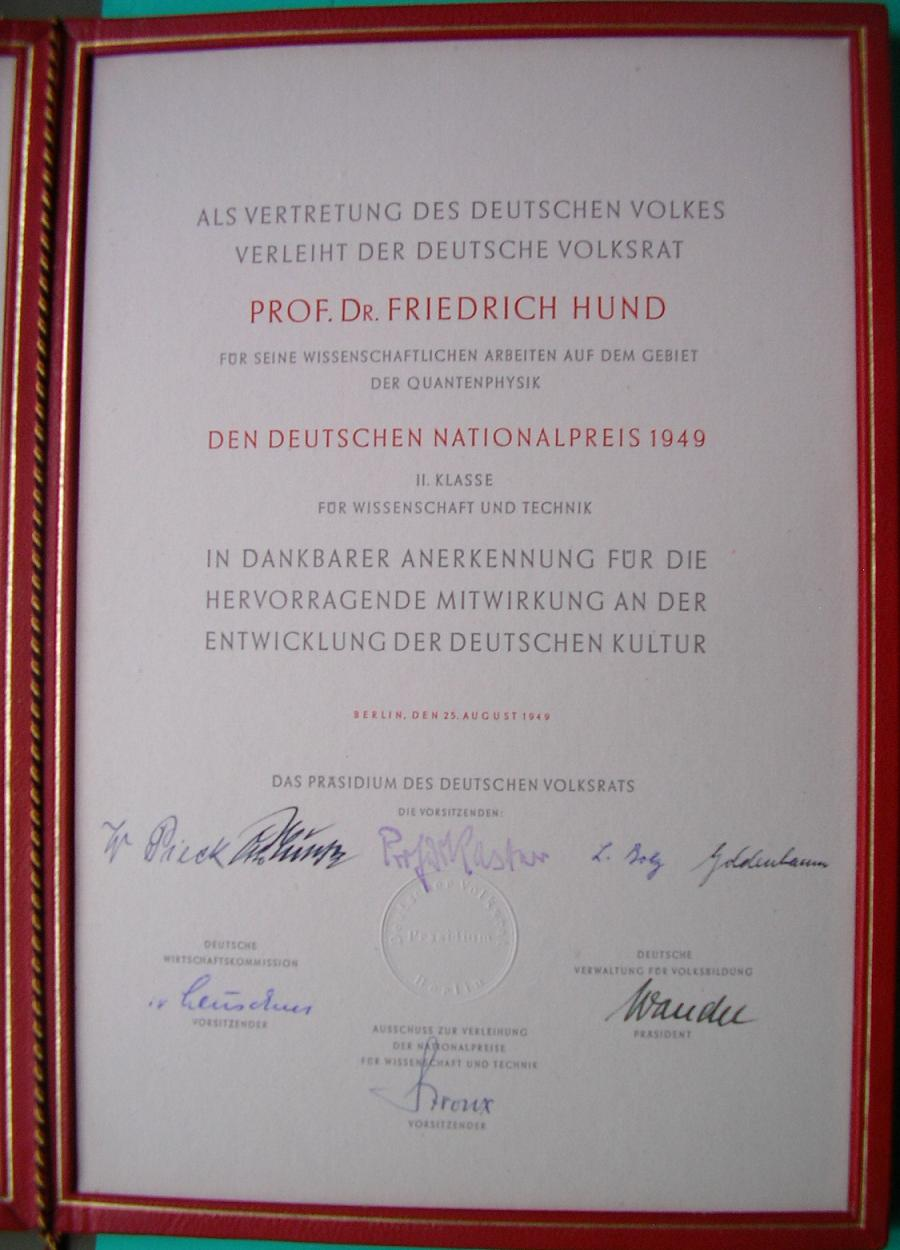
Attestato rilasciato a Friedrich Hund, 1949

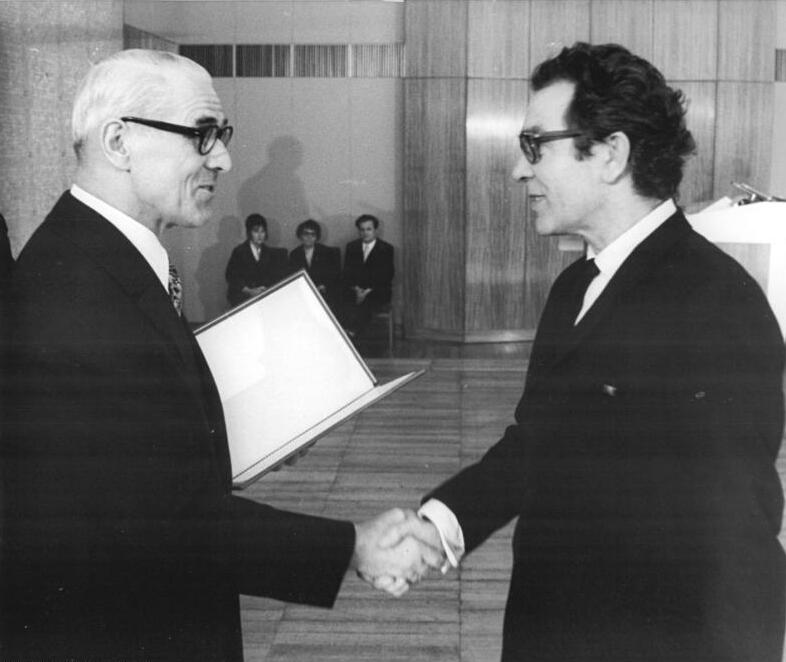
Consegna del Premio nazionale a Benno Besson, 1974

La premiazione si svolgeva ogni anno il 7 ottobre, il "Giorno della Repubblica". Potevano essere decorati "lavori creativi degni di nota nel campo della scienza e della tecnica, delle scoperte importanti nella matematica e nelle scienze naturali, delle innovazioni tecniche o nuovi metodi di produzione e di lavoro, oltre che opere e distinzioni particolari nel campo artistico e letterario".
L'ambito premio poteva ricompensare, individualmente o collettivamente, dei cittadini della Repubblica, ma anche stranieri nel caso i loro lavori "avessero servito la scienza o la cultura socialista".
Il premio era diviso in tre classi: la ricompensa arrivava a 100 000 marchi per la prima, a 50 000 per la seconda e 25 000 per la terza. Veniva inoltre data una medaglia rotonda placcata d'oro di 26 mm di diametro. Sul recto figurava un ritratto di Goethe e l'iscrizione "Deutsche Demokratische Republik" (Repubblica Democratica Tedesca); sul rovescio si trovava l'iscrizione "Nationalpreis" (premio nazionale). Nel primo anno le medaglie avevano solo sul retro l'iscrizione "Deutscher Nationalpreis im Goethe Jahr 1949" (Premio nazionale tedesco nell'anno Goethe 1949). La decorazione era portata sul lato destro del petto.

## Lista dei premiati (incompleta)
- 1949: Heinrich Mann, Herbert Eulenberg, Fred Oelßner, Hermann Abendroth, Jürgen Kuczynski, Erich Engel, Kurt Barthel, Friedrich Hund
- 1950: Hans Boegehold, Hugo Schrade, August Klemm, Hans Marchvitza, Eduard Maurer, Eduard von Winterstein
- 1951: Bertolt Brecht, Jurij Brězan, Cuno Hoffmeister, Anna Seghers, André Asriel, Erika Mann, Eduard Claudius, Carl Arthur Scheunert, Bert Heller
- 1952: Walter Arnold, Max Burghardt, Jussuf Ibrahim, Gerhardt Katsch
- 1953: Eberhard Schmidt
- 1954: Friedrich Behrens, Max Burghardt, Eduard Maurer
- 1955: Ernst Bloch, Hans Marchwitza, Karl Foerster, Günther Rienäcker
- 1956: Louis Fürnberg, Theodor Brugsch, Karl Eduard von Schnitzler, Richard Paulick
- 1957: Franz Fühmann, Erich Engel, John Heartfield
- 1958: Bruno Apitz, Manfred von Ardenne, Kurt Barthel, Peter Adolf Thiessen
- 1959: Stefan Heym, Alfred Lemmnitz, Erwin Kramer, Walter Arnold, Kurt Barthel, Gret Palucca, Ludwig Deiters, Werner Bergmann, Anna Seghers, Robert Havemann, Alfred Rieche
- 1960: Karl Ewald Böhm, Werner Eggerath, Friedrich Karl Kaul
- 1961: Helmut Baierl, Erich Brehm, Erwin Geschonneck
- 1962: Walter Womacka
- 1963: Bruno Apitz, Horst Drinda, Gisela May
- 1964: Christa Wolf, Jurij Brězan, Harry Thürk, Hans Marchwitza, Erik Neutsch, Bert Heller
- 1965: Manfred von Ardenne, Benno Besson, Gerhard Mohnike, Willi Neubert
- 1966: Horst E. Brandt, Ernst Busch
- 1967: Lea Grundig, Theo Balden
- 1968: Lothar Bellag, Werner Bergmann, Manfred Krug
- 1969: Alfred Kurella, Horst E. Brandt, Theo Adam, Otto Braun, Max Zimmering, Walter Womacka, Heinz Graffunder, Richard Paulick
- 1970: Helmut Baierl, Günther Deicke, Horst Drinda, Peter Edel, Johann Cilenšek, Hans-Heinz Emons
- 1971: Horst E. Brandt, Werner Bergmann, Horst Drinda, Kurt Böwe, Günter Caspar, Manfred Krug, Anna Seghers, Günther Brendel
- 1972: Curt Querner, Peter Schreier
- 1973: Hannelore Bey, Hermann Kant, Gisela May
- 1974: Peter Hacks, Hans Koch, Franz Fühmann, Jürgen Kuczynski, Frank Schöbel
- 1975: Frank Beyer, Jurek Becker
- 1976: Theo Balden, Jurij Brězan, Angelica Domröse, Heinz Graffunder, Ronald Paris
- 1977: Peter Hacks, Harry Thürk, (seconda premiazione per il settantesimo compleanno), Werner Stötzer
- 1978: Categoria Scienza e Tecnica, seconda classe: Bernd Bonso, dottor Roland Kiesinger, Günther Landgraf
- 1979: Ernst Busch, Peter Damm, Erhard Albrecht
- 1980: Heiner Carow
- 1981: Gret Palucca, Erik Neutsch
- 1982: Puhdys, Kurt Masur
- 1983: Hermann Kant
- 1984: Karat, Norbert Kaiser, Reinhard Lakomy
- 1985: Wolfgang Hänsch, Kurt Demmler, Walter Womacka
- 1986: Heiner Müller, Arno Rink, Ernst Schumacher
- 1987: Christa Wolf, Lothar Bellag, Ruth Berghaus, Thomas Billhardt
- 1988: Categoria Scienza e Tecnica: collettivo per i ricercatori del Centro di ricerca di microelettronica di Dresda (sviluppo del "Megabit-Chip"); Volker Braun
- 1989: Günter de Bruyn (rifiutato), Gerhard Schöne